# Asbecesta usambarica
Asbecesta usambarica es un coleóptero de la familia Chrysomelidae. Fue descrita científicamente por primera vez en 1901 por Weise.